# Van Hool
Van Hool ([vɑnˈɦoːl]IPA) byl belgický výrobce autobusů, trolejbusů a přívěsů. Firma byla založena v roce 1947 Bernardem Van Hoolem ve vesnici Koningshooikt poblíž belgického města Lier. V počátcích se podnik prosazoval v Evropě, v 80. letech 20. století však společnost pronikla i na severoamerický trh, kde se stala důležitým importérem.
V letech 1957 až 1981 spolupracoval Van Hool s italským Fiatem, který mu dodával své motory a další mechanické komponenty (převodovky, nápravy, apod.). Takovéto autobusy byly označeny jako Van Hool-Fiat. Později byly do autobusů Van Hool zabudovávány motory a nápravy značek Caterpillar, Cummins, DAF a MAN a převodovky ZF nebo Voith. Část produkce Van Hoolu také sestávala z montáže karoserií na podvozky dodané Volvem nebo Scanií. V dubnu 2024 oznámila společnost bankrot.

## Galerie

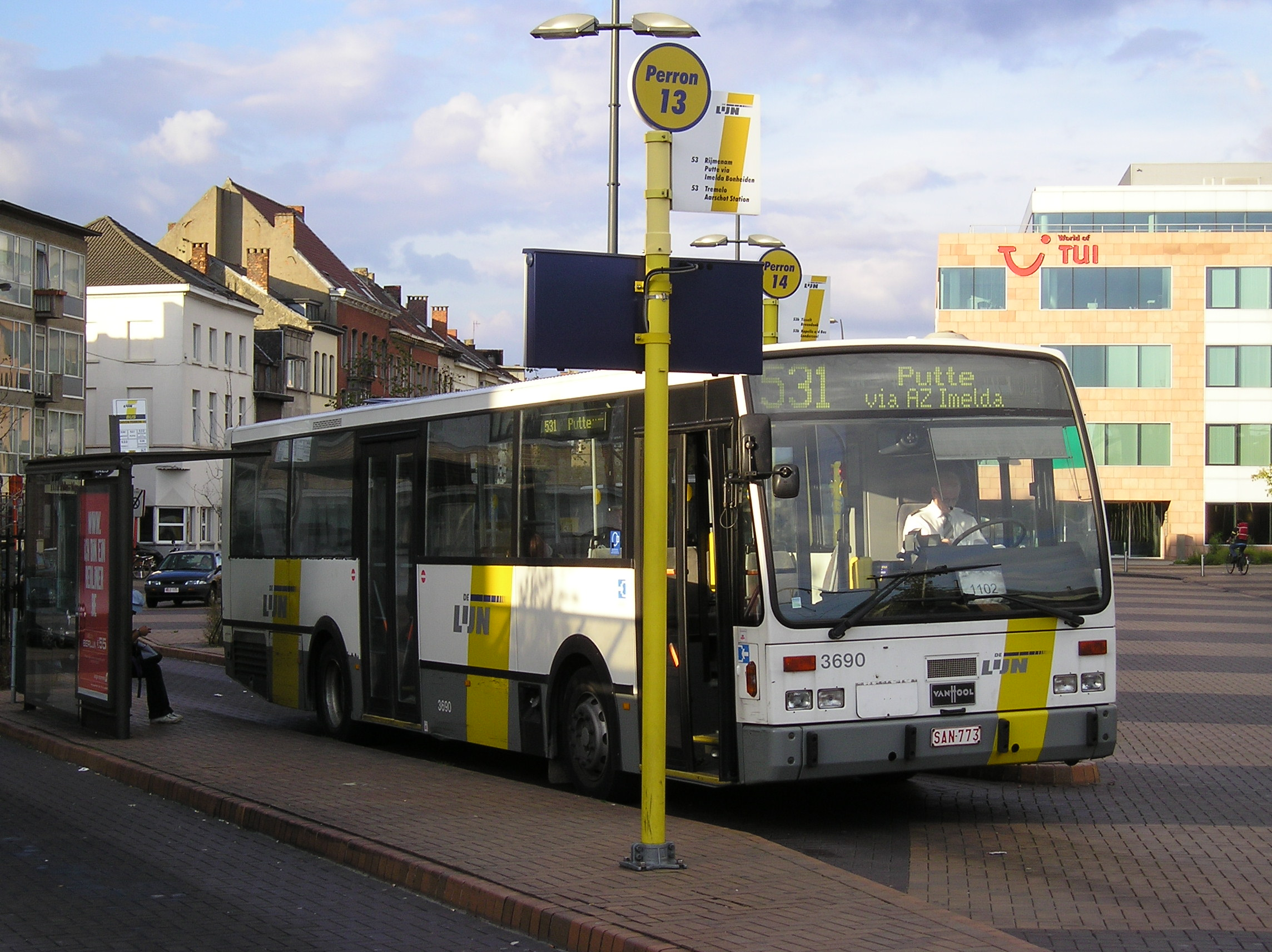
Autobus Van Hool A 600
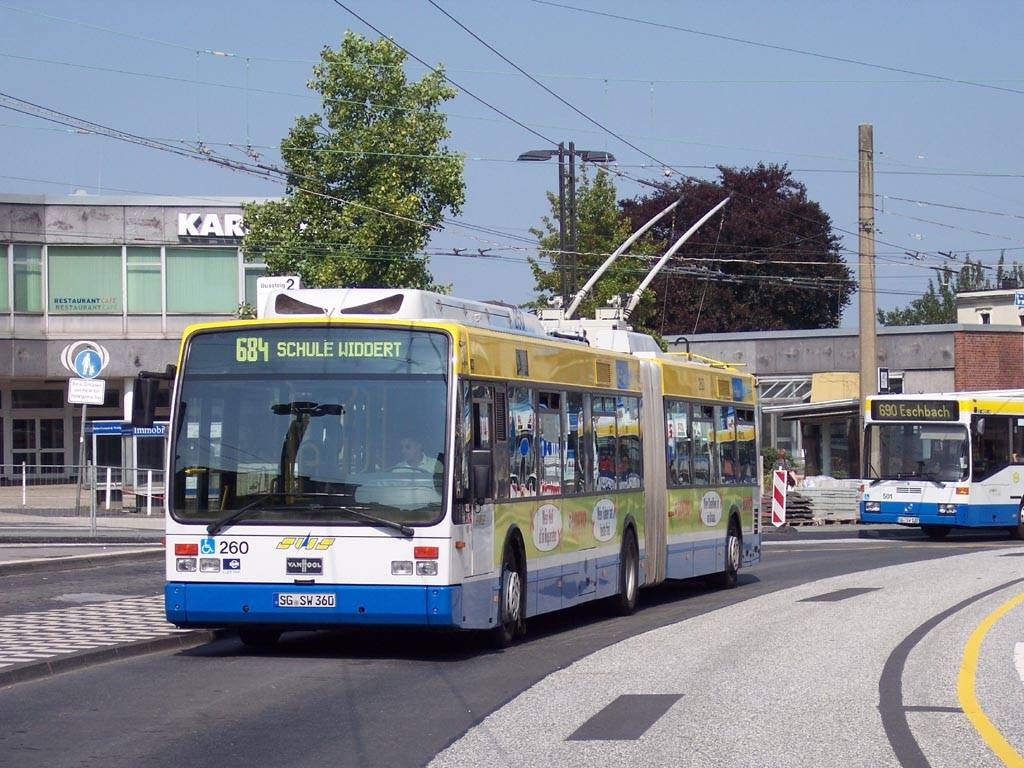
Trolejbus Van Hool AG 300 T
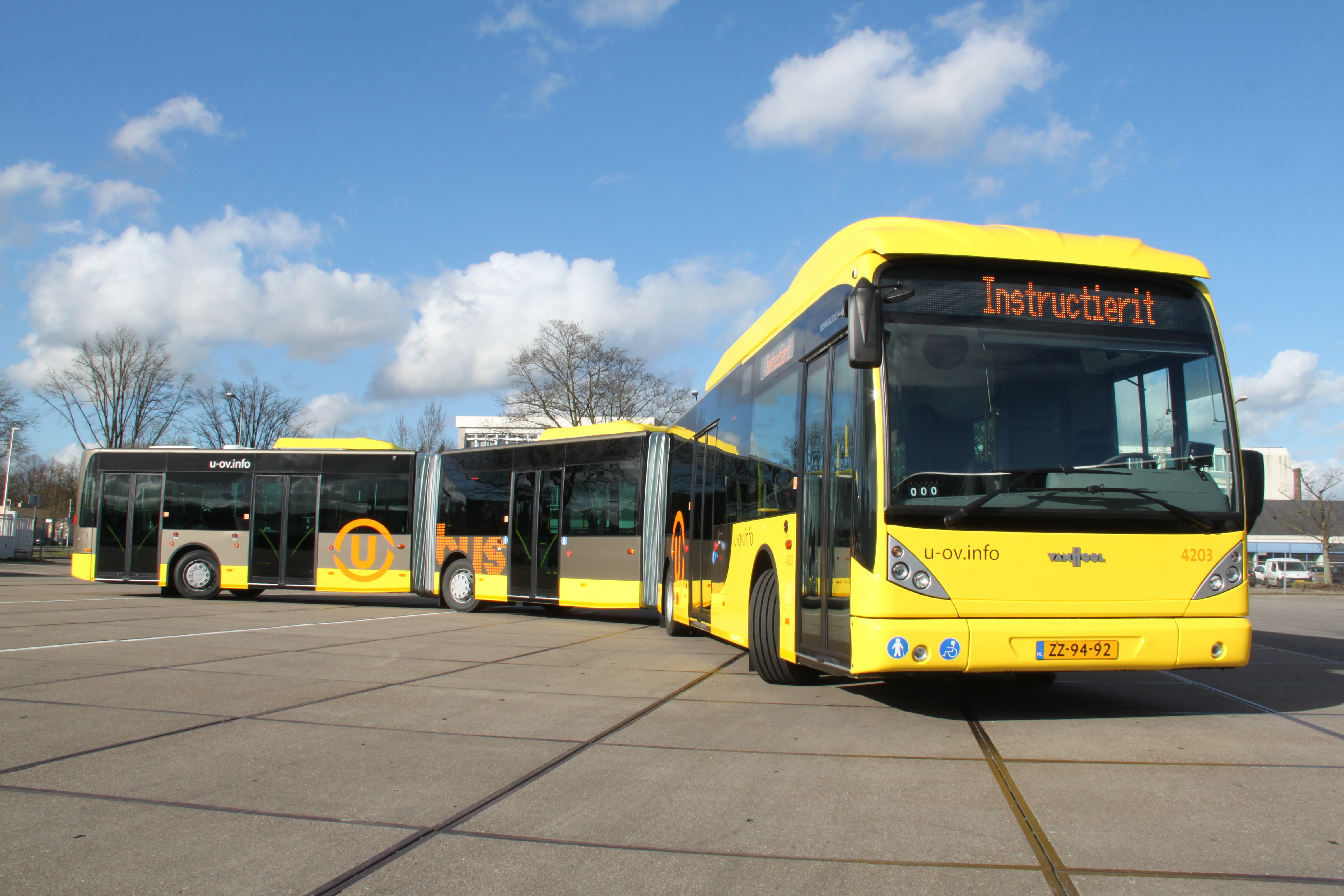
Autobus Van Hool AGG 300
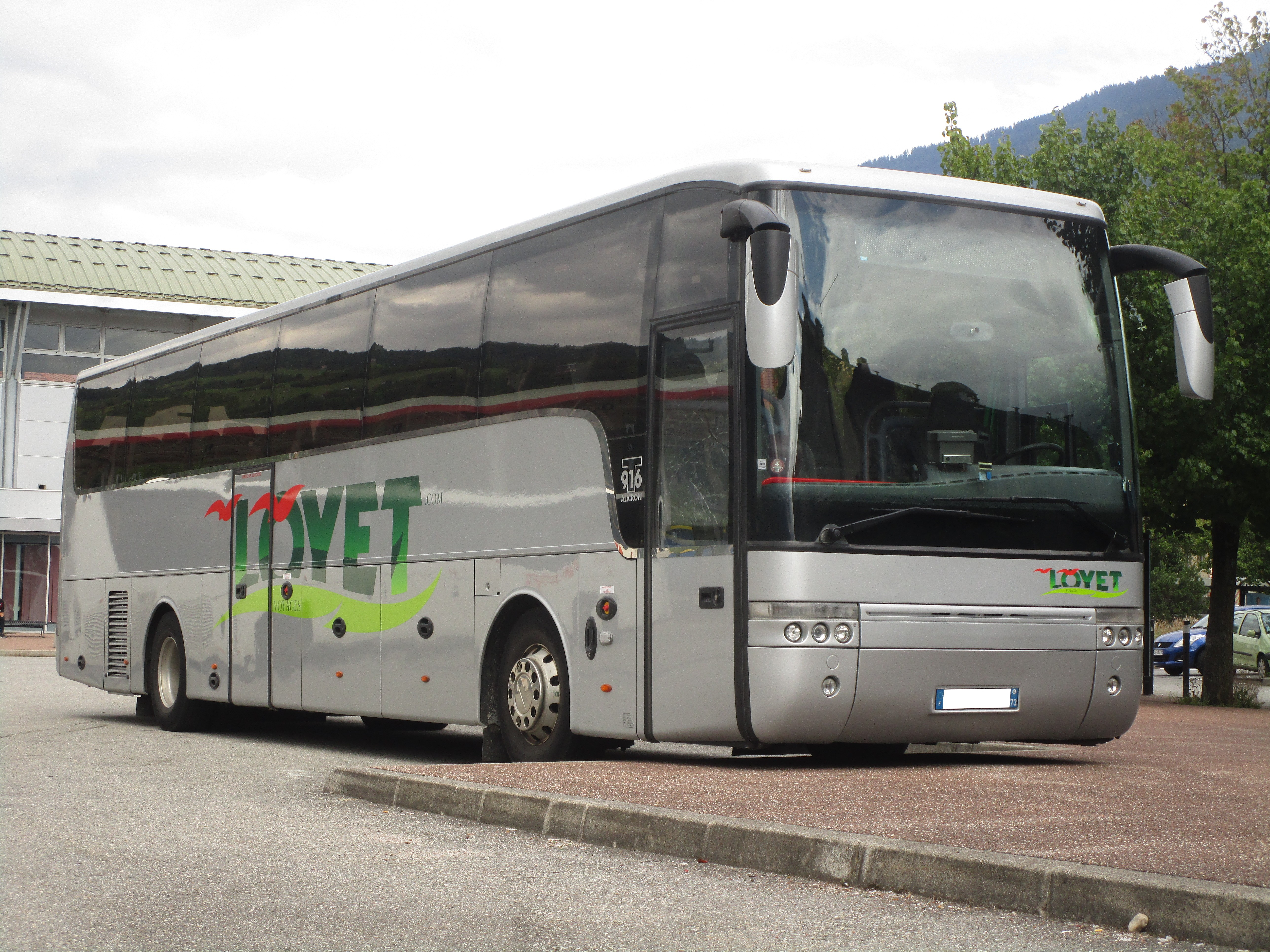
Autobus Van Hool T916 Alicron